# 알렉산드라 코발추크
알렉산드라 코발추크(폴란드어: Aleksandra Kowalczuk, 1996년 12월 18일~)는 폴란드의 태권도 선수이다. 2020년 하계 올림픽 여자 헤비급에 참가했고 유러피언 게임에서 은메달 1개, 유럽 선수권 대회에서 금메달 1개, 은메달 1개를 획득했다.